# Trichura mathina
Trichura mathina là một loài bướm đêm thuộc phân họ Arctiinae, họ Erebidae.